# فلاووکاوائین بی
فلاووکاوائین بی (به انگلیسی: Flavokavain B) یک ترکیب شیمیایی با شناسه پاب‌کم ۵۳۵۶۱۲۱ است. 